# Johnny Cash – The Man in Black
Johnny Cash – The Man in Black ist ein Jukebox-Musical, das die Lebensgeschichte des US-amerikanischen Country-Sängers Johnny Cash erzählt. Für das Stück wurden die Texte der Lieder zum Teil der Handlung angepasst. 

## Die Handlung
Nach dem Tod seiner 2. Ehefrau June Carter blickt Cash auf sein Leben zurück; er erinnert sich an die entbehrungsreiche Kindheit und Jugend auf der elterlichen Farm in Arkansas, die Begegnung mit seiner ersten Frau Vivian und die Zeit bei der Air Force. 
Der 2. Akt schildert die Zusammenarbeit mit den Tennessee Two und dem Produzenten Sam Phillips sowie die Beziehung zu June Carter, seine Tablettenabhängigkeit und sein Comeback.

## Die Lieder im Musical
Alle Titel werden von den Darstellern gesungen.
| 1. Akt - „Jackson“ (Gesang: Johnny Cash und June Carter) - „Another man done gone“ (Gesang: Carrie Cash) - „Hurt“ (Gesang: Johnny Cash) - „Down there by the train“ (Gesang: Johnny Cash und Carrie Cash) - „I’ve Been Everywhere/Orange Blossom Special“ (Gesang: Johnny Cash) - „Busted“ (Gesang: Johnny Cash) - „I am bound for the promised land “ (Gesang: Carrie Cash) - „Pick a bale of cotton/Uncloudy day“ (Gesang: Ensemble) - „Country boy“ (Gesang: Johnny Cash) - „Dirty old Egg-sucking dog“ (Gesang: Ray Cash) - „Five feet high an rising“ (Gesang: Johnny Cash) - „Life is like a Mountain railway“ (Gesang: Ensemble) - „The Man Comes Around“ (Gesang: Ensemble) - „Keep on the sunny side“ (Gesang: Johnny Cash) - „Heavenly telephone“ (Gesang: Ensemble) - „Hobo Bill’s last ride“ (Gesang: Ensemble) - „Poor old heartsick me“ (Gesang: June Carter) - „Redemption“ (Gesang: Johnny Cash und June Carter) - „I’ll fly away“ (Gesang: Ensemble) - „What would you give in exchange for your soul“ (Gesang: Johnny Cash und Ray Cash) - „Don’t take your gun to town / I Walk the Line“ (Gesang: Johnny Cash und Ensemble) | 2. Akt - „This train is bound for glory“ (Gesang: Carrie Cash + Ray Cash) - „Heartbreak Hotel“ (Gesang: Johnny Cash) - „Folsom Prison Blues“ (Gesang: Johnny Cash) - „Cry, cry, cry“ (Gesang: Johnny Cash) - „Big River“ (Gesang: Johnny Cash) - „Get Rhythm“ (Gesang: Johnny Cash) - „Ring of Fire“ (Gesang: Johnny Cash und June Carter) - „Waiting for a train“ (Gesang: Ensemble) - „Nobody“ (Gesang: Johnny Cash und June Carter) - „Rusty cage/I got stripes“ (Gesang: Johnny Cash und Ensemble) - „The beast in me“ (Gesang: Johnny Cash) - „Once before I die“ (Gesang: June Carter) - „If I were carpenter/Jackson“ (Gesang: Johnny Cash und June Carter) - „I still miss someone“ (Gesang: Johnny Cash) - „Field of Diamonds“ (Gesang: Carrie Cash, Ray Cash und Ensemble) - „Will the circle be unbroken“ (Gesang: Ensemble) - „Long-legged Guitar picking’man“ (Gesang: Johnny Cash und June Carter) - „Gospel Boogie“ (Gesang: Ensemble) |